# Salas (Charente)
Salles-Lavalette és un municipi francès situat al departament del Charente i a la regió de la Nova Aquitània. L'any 2007 tenia 341 habitants. El municipis es troba en la frontera lingüística de parla occità-llengua d'oïl

## Demografia

### Població
El 2007 la població de fet de Salles-Lavalette era de 341 persones. Hi havia 133 famílies de les quals 34 eren unipersonals (19 homes vivint sols i 15 dones vivint soles), 38 parelles sense fills, 38 parelles amb fills i 23 famílies monoparentals amb fills.
La població ha evolucionat segons el següent gràfic:
Habitants censats

### Habitatges
El 2007 hi havia 226 habitatges, 140 eren l'habitatge principal de la família, 60 eren segones residències i 26 estaven desocupats. 219 eren cases i 4 eren apartaments. Dels 140 habitatges principals, 110 estaven ocupats pels seus propietaris, 24 estaven llogats i ocupats pels llogaters i 6 estaven cedits a títol gratuït; 1 tenia una cambra, 4 en tenien dues, 19 en tenien tres, 36 en tenien quatre i 81 en tenien cinc o més. 114 habitatges disposaven pel capbaix d'una plaça de pàrquing. A 58 habitatges hi havia un automòbil i a 69 n'hi havia dos o més.

### Piràmide de població
La piràmide de població per edats i sexe el 2009 era:
| Homes | Edats   | Dones |
| ----- | ------- | ----- |
| 0     | 95 o +  | 0     |
| 0     | 90 a 94 | 0     |
| 4     | 85 a 89 | 0     |
| 0     | 80 a 84 | 0     |
| 12    | 75 a 79 | 12    |
| 12    | 70 a 74 | 12    |
| 8     | 65 a 69 | 16    |
| 8     | 60 a 64 | 12    |
| 12    | 55 a 59 | 4     |
| 8     | 50 a 54 | 12    |
| 16    | 45 a 49 | 4     |
| 8     | 40 a 44 | 8     |
| 12    | 35 a 39 | 12    |
| 28    | 30 a 34 | 16    |
| 8     | 25 a 29 | 16    |
| 12    | 20 a 24 | 12    |
| 4     | 15 a 19 | 12    |
| 8     | 10 a 14 | 0     |
| 8     | 5 a 9   | 24    |
| 16    | 0 a 4   | 8     |

## Economia
El 2007 la població en edat de treballar era de 212 persones, 146 eren actives i 66 eren inactives. De les 146 persones actives 133 estaven ocupades (70 homes i 63 dones) i 13 estaven aturades (5 homes i 8 dones). De les 66 persones inactives 35 estaven jubilades, 12 estaven estudiant i 19 estaven classificades com a «altres inactius».

### Ingressos
El 2009 a Salles-Lavalette hi havia 143 unitats fiscals que integraven 360 persones, la mediana anual d'ingressos fiscals per persona era de 14.363,5 €.

### Activitats econòmiques
Dels 12 establiments que hi havia el 2007, 1 era d'una empresa extractiva, 1 d'una empresa alimentària, 1 d'una empresa de fabricació d'altres productes industrials, 1 d'una empresa de construcció, 4 d'empreses de comerç i reparació d'automòbils, 2 d'empreses d'hostatgeria i restauració, 1 d'una empresa d'informació i comunicació i 1 d'una empresa immobiliària.
Dels 2 establiments de servei als particulars que hi havia el 2009, 1 era una lampisteria i 1 restaurant.
L'any 2000 a Salles-Lavalette hi havia 24 explotacions agrícoles que ocupaven un total de 1.071 hectàrees.

## Equipaments sanitaris i escolars
El 2009 hi havia una escola maternal integrada dins d'un grup escolar amb les comunes properes formant una escola dispersa.

## Poblacions més properes
El següent diagrama mostra les poblacions més properes.